# 4-й винищувальний авіаполк (СРСР)
4-й винищувальний авіаційний полк (рос. 4-й истребительный авиационный полк) — полк за часів Другої світової війни у складі ВПС СРСР.

## Історія
Полк сформовано 21.04.1938 в Білоруському військовому окрузі (аеродром Бобруйськ).
Пілоту полку брали участь у радянсько — фінській війні (07.01.1940 — 13.03.1940), приєднанню Бессарабії (28.06.1940 — 09.07.1940).
Бойові дії почав 22 червня 1941 року в складі 20-ї змішаної авіаційної дивізії.
15 жовтня 1941 року полк був відведений з фронту на перенавчання та переформування.
4 грудня 1941 року розпочав бойову роботу в складі 147-ї винищувальної авіаційної дивізії на літаках «Харікейн».
Розформований 14.10.1959.

## Бойова діяльність полку у часи Другої Світової війни
| Період                  | Бойові вильоти | Втрати (літаки / пілоти) |
| ----------------------- | -------------- | ------------------------ |
| 22.06.1941 — 12.10.1941 | 2574           | 27/16                    |
| 08.12.1941 — 03.07.1942 | 1477           | 1/0                      |
| 03.07.1942 — 28.07.1942 | 509            | 12/5                     |
| 21.08.1942 — 01.02.1943 | 1221           | 22/16                    |
| 22.04.1943 — 27.05.1943 | 411            | 12/10                    |
| 21.07.1943 — 15.09.1943 | 549            | 19/12                    |
| 01.11.1943 — 01.04.1945 | 3811           | 40/21                    |
| 01.04.1945 — 09.05.1945 | 222            | 1/1                      |
| Разом                   | 10774          | 161/97                   |

## Командири полку
| Період                  | Командир полку                         | Примітки |
| ----------------------- | -------------------------------------- | -------- |
| 22.06.1941 — 18.08.1941 | майор Орлов Володимир Миколайович      | загинув  |
| 08.1941 — 15.06.1942    | майор Серенко Олександр Васильович     |          |
| 15.06.1942 — 03.07.1942 | капітан Кримов Георгій Миколайович     |          |
| 03.07.1942 — 18.02.1943 | майор Морозов Анатолій Опанасович      |          |
| 18.02.1943 −23.07.1944  | підполковник Миронов Микола Іванович   |          |
| 06.08.1944 — 06.1945    | підполковник Марков Александр Маркович |          |

## Матеріальна частина полку
| Дата              | Тип літака         |
| ----------------- | ------------------ |
| 04.1938 — 01.1939 | І-16 М-25          |
| 01.1939 — 10.1941 | І-16 тіп 17        |
| 01.1939 — 02.1940 | І-15біс            |
| 06.1939 — 10.1941 | І-153              |
| 06.1941 — 10.1941 | МіГ-3              |
| 10.1941 — 08.1942 | Хаукер «Харрікейн» |
| 08.1942 — 12.1942 | Як-7б              |
| 12.1942 — 05.1943 | Як-1               |
| 05.1943 — 10.1948 | Як-3               |
| 10.1948 — 07.1953 | Ла-11              |
| 07.1953 — 10.1959 | МіГ-15             |